# 柏油村 (紐約州)
柏油村（英語：Tarrytown）是位於美国纽约州威徹斯特郡綠堡鎮的一個村，距離紐約市曼哈頓約廿五哩，哈德遜河東岸，大都會北方鐵路哈德遜線於該村設有一站。柏油村北邊為斷頭谷村，南邊為歐文頓村，東邊為綠堡聯合發展區域。跨哈德遜河的新塔潘齊大橋銜接至紐約州奈亞克村及紐約上州其他地方的纽约州高速公路（87號州際公路和287號州際公路）。

## 地理
柏油村位於41°4′9″N 73°51′35″W / 41.06917°N 73.85972°W (41.069108, -73.859773)。
美國人口調查局資料顯示，該村總面積為14.7平方公里（5.7平方英里），其中陸域面積7.7平方公里（3.0平方英里），水域面積為7.0平方公里（2.7平方英里）。

## 人口
根據2000年人口普查資料，柏油村有一萬一千零九十個人，四千五百卅三戶人家及兩千七百六十五個家庭，人口密度約為每平方公里有一千四百卅七個人。
種族結構中， 拉美裔約佔總人口數的16.17％。
- 白人77.44％
- 非裔7.04％
- 印第安人0.22％
- 亞裔6.49％
- 大洋洲裔0.05％
- 其他族裔5.29％
- 混血族裔3.47％

## 整合
2007年3月斷頭谷村長Philip Zegarelli與柏油村村長Drew Fixell及區域負責人Howard Smith博士曾舉行會議討論首席專案小組探討正反意見的計畫。目前兩村已經合用學區五十五年，也共用同個郵遞區號降低財政支出，但最大的整合計畫在於兩村的稅務。
Philip Zegarelli表示最大的問題在於兩村有各自的為徵稅對財產所作的估價，這對兩村而言不是公平的，因此首要課題是有個標準的估價準則。Zegarelli於1970年中期推動斷頭谷脫離和藹谷丘鎮，但該計畫最後失敗，而現在則持續前計畫的目標，改推動兩村各自脫離原屬鎮區而合併，以此來降低稅收，但和藹丘鎮一直阻止斷頭谷村的脫離計畫，原因在於如果斷頭谷村脫離和藹丘鎮，那該鎮會連帶失去通用汽車公司所繳納的旁大稅收。

## 交通
柏油村鄰近87號州際公路和287號州際公路，同時位於紐約州公路塔潘海大橋東邊。87號州際公路銜接紐約市南端，287號州際公路則跨威徹斯特郡東邊連接鋸坊河園道、塔康尼克園道、扭溪園道、梅里特園道／哈欽森園道及95號州際公路。
柏油村是大都會北方鐵路區域鐵路中的主要大站，往南至紐約市曼哈頓區的中央車站，往北可至波奇普希市；另外許多羅克蘭郡的通勤者選擇過塔潘海大橋到柏油村站搭乘哈德遜線快車至曼哈頓。

## 宗教
柏油村的基督教堂多設立在該村中樞道路百老匯大道上，包括聖公宗、浸信會、天主教、科學會、衛理宗、歸正宗及韓國教會等宗派；位於威爾迪大道上的非洲紀念衛理主教錫安教堂是威徹斯特郡最古老的黑人教堂；柏油村也有許多猶太社區，位於勒洛依大道上的亞伯拉罕之家聖堂為社區提供改革派及保守派教會服務。

## 外部連結
- 柏油村公所官方網站 （页面存档备份，存于）